# Xanthoepalpus gabanus
Xanthoepalpus gabanus är en tvåvingeart som beskrevs av Townsend 1914. Xanthoepalpus gabanus ingår i släktet Xanthoepalpus och familjen parasitflugor.
Artens utbredningsområde är Peru. Inga underarter finns listade i Catalogue of Life.